# 2019 AS5
2019 AS5 è un meteoroide del diametro compreso fra uno e due metri. È stato scoperto l'8 gennaio 2019 poche ore dopo il suo passaggio a soli 8600 km dalla superficie terrestre dal telescopio dell'Osservatorio di Monte Lemmon. Presenta un'orbita caratterizzata da un semiasse maggiore pari a 1,3478577 au e da un'eccentricità di 0,3925355, inclinata di 0,70139° rispetto all'eclittica.